# Baptisten in Israel

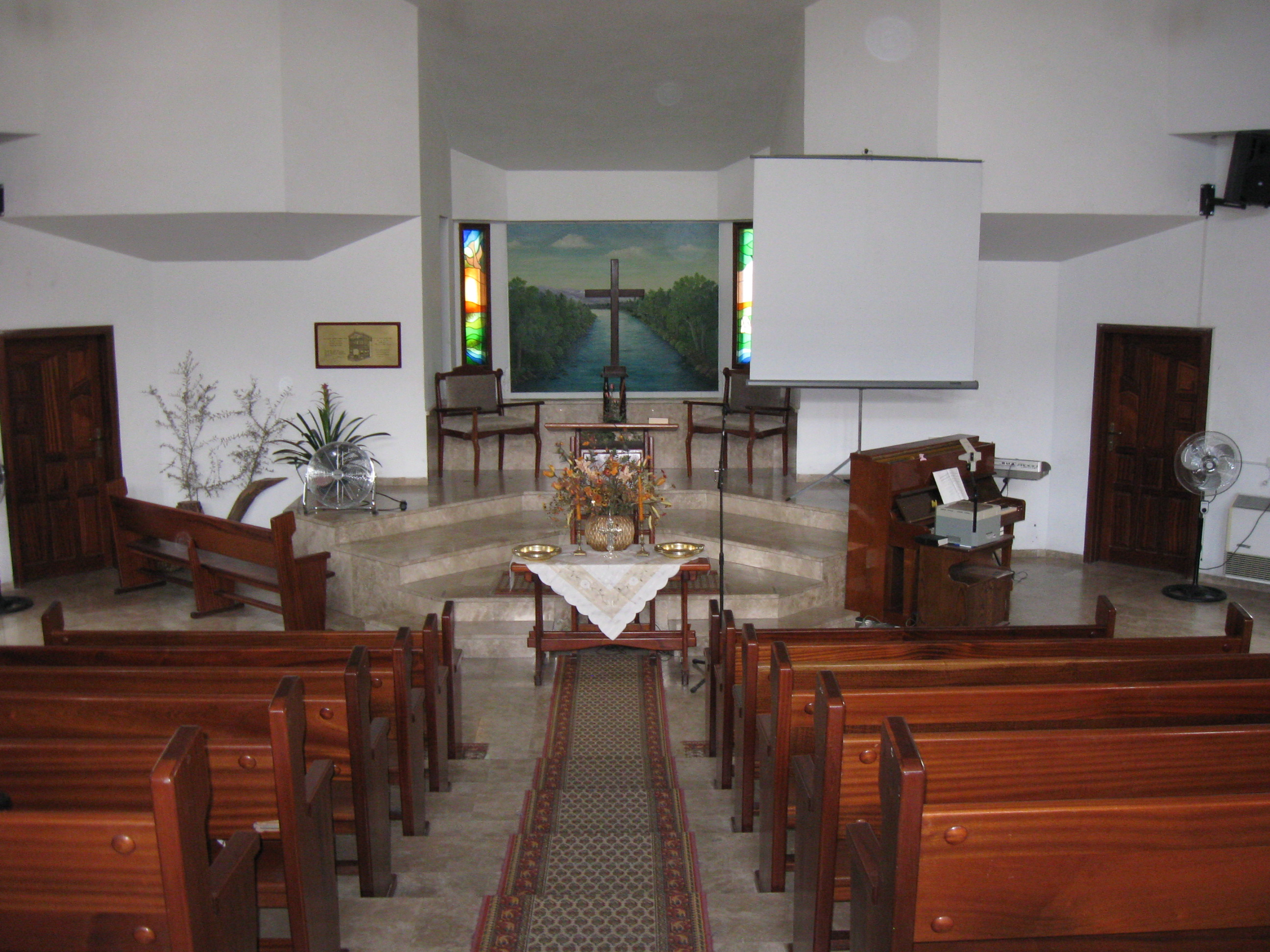
Baptistenkirche von Nazareth (Innenraum)

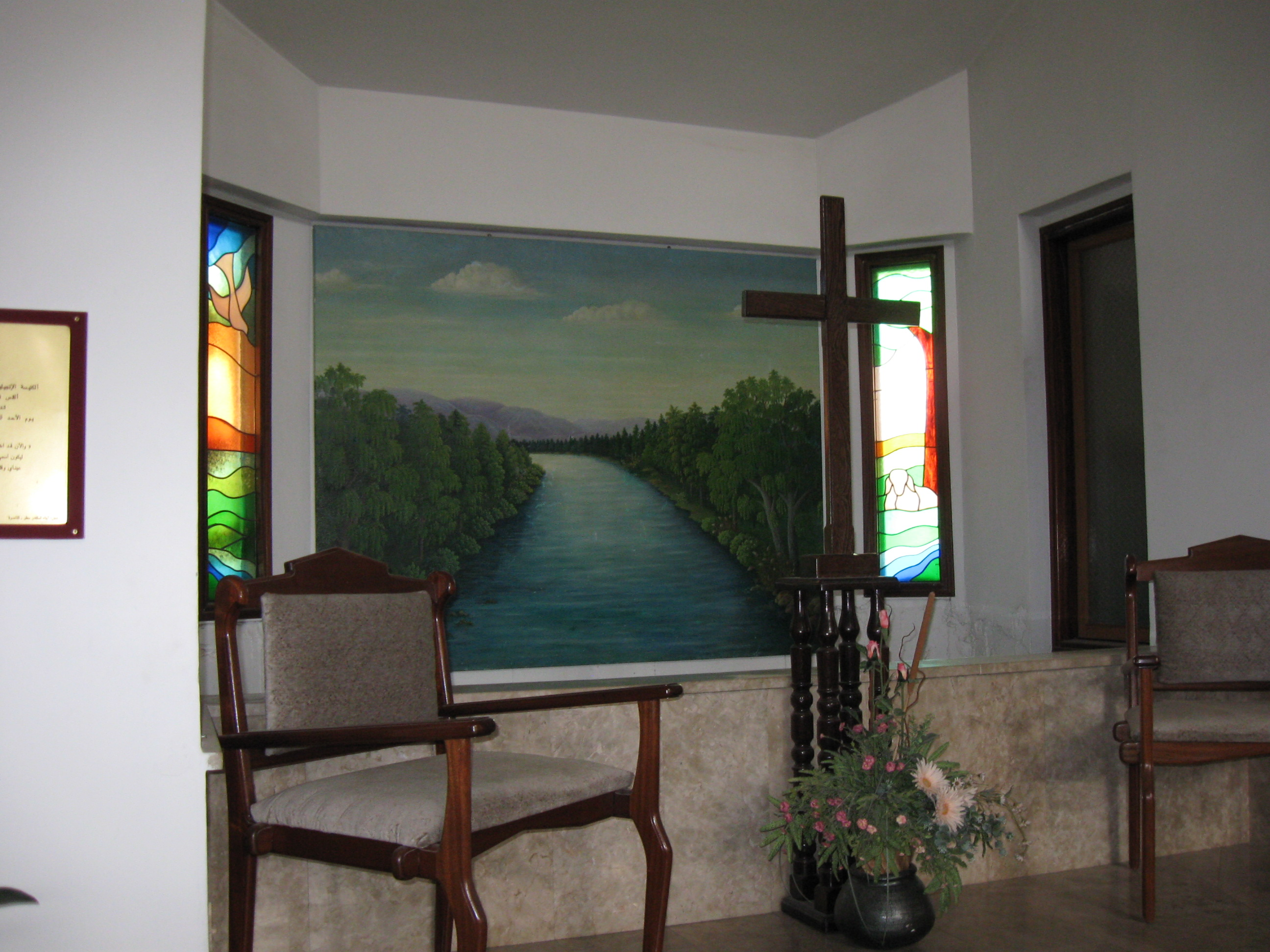
Liturgisches Zentrum der Nazarether Baptistenkirche

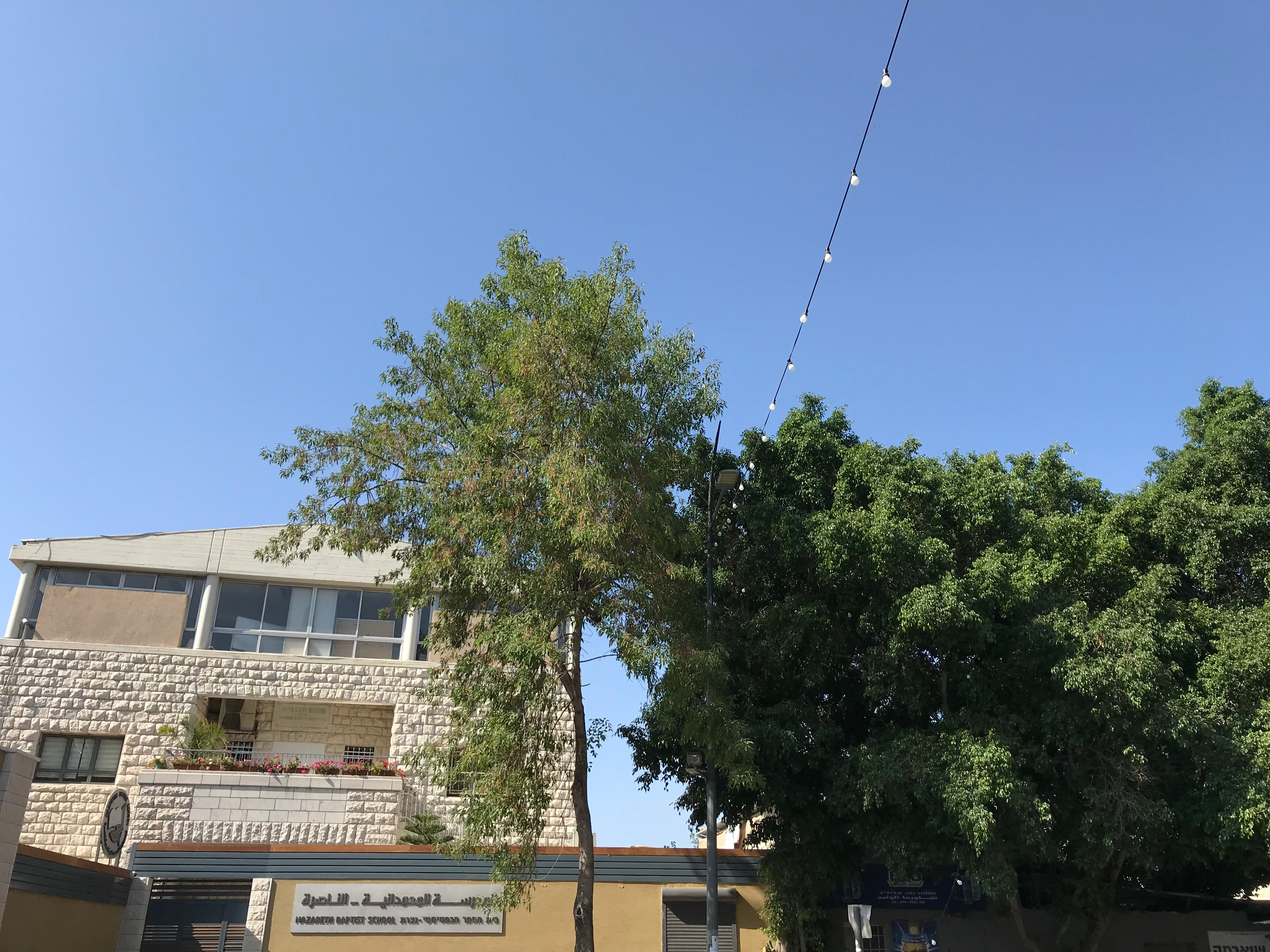
Baptistische Schule in Nazareth

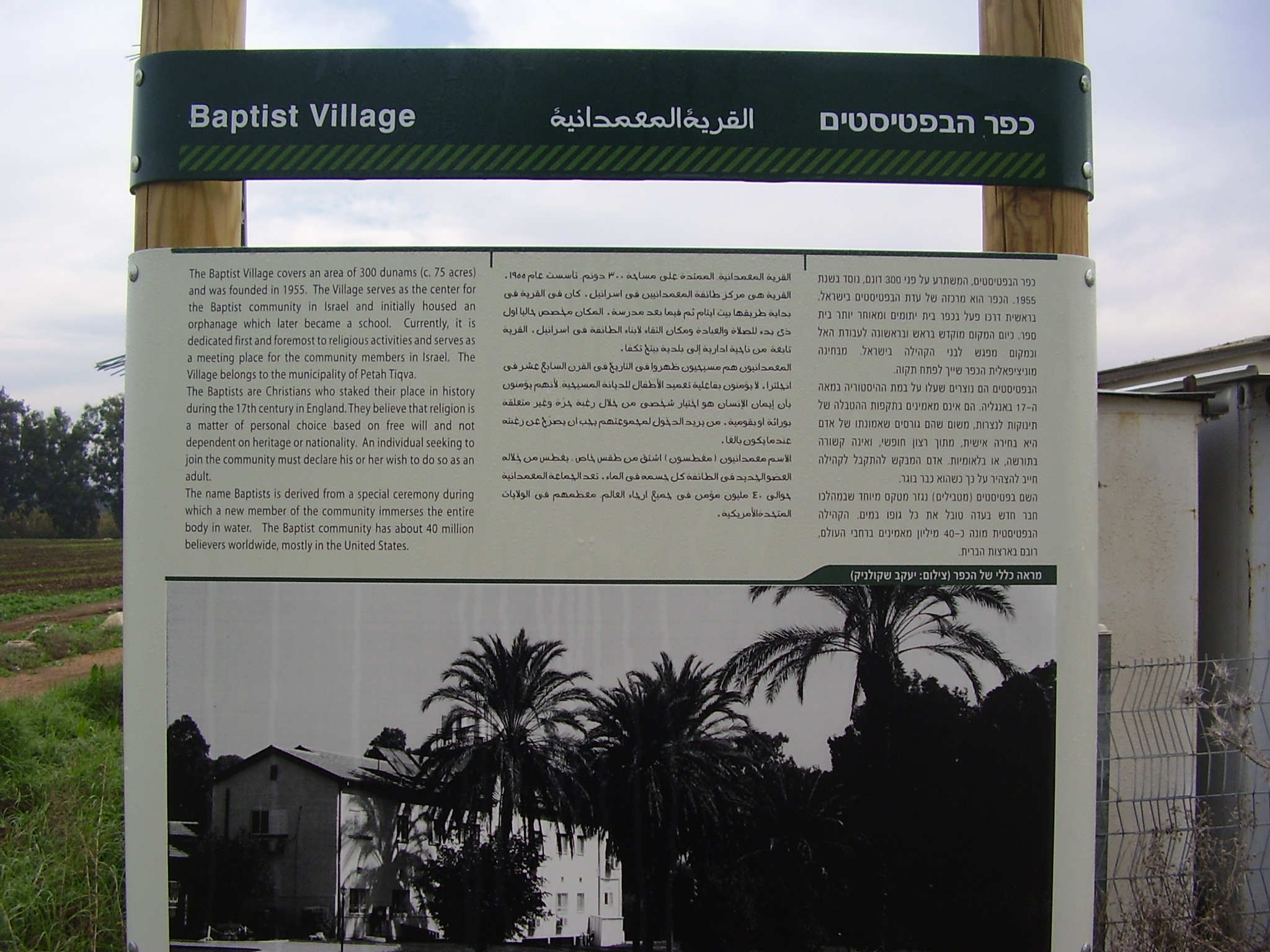
Baptist Village, Infotafel am Eingang

Die Baptisten in Israel sind mehrheitlich in der Association of Baptist Churches in Israel (ABCI) zusammengeschlossen. Zwei Gemeinden (Jerusalem, Ramallah) gehören zur American Baptist Association. Eine unabhängige Baptistengemeinde arbeitet in Tel Aviv.

## Geschichte
Shukri Musa, Mitglied der Ersten Baptistengemeinde in Dallas, gelangte 1911 nach Israel, das damals noch zur Osmanischen Provinz Palästina gehörte. Er war wahrscheinlich der erste baptistische Missionar im sogenannten Heiligen Land. Unterstützt wurde seine Arbeit durch die Baptistische Vereinigung des US-amerikanischen Bundesstaates Illinois. Die erste von Musa vollzogene Taufe fand in Zefat statt. Noch vor 1920 kam es zu einer ersten Gemeindegründung in Nazareth.
Baptist Village (Kfar HaBaptistim), heute im nördlichsten Stadtgebiet von Petach Tikwa gelegen, wurde 1955 als landwirtschaftliche Siedlung mit angeschlossenem Internat für 20 Waisenkinder (zum Teil Kriegsopfer) gegründet. Seit der Schließung des Internats im Jahr 1972 ist es ein Ort für christliche Konferenzen und Freizeiten und sonntägliche Gottesdienste in der eigenen Kirche.
Die Südlichen Baptisten (Southern Baptist Convention) entsandten 1923 weitere Missionare nach Palästina. Es entstanden weitere Gemeinden – unter anderem in Jerusalem (1925) und in Haifa (1936).
Seit 2001 pflegen die Baptisten in Israel eine Partnerschaft mit dem britischen Baptistenbund.

## Theologische Ausrichtung
Die Baptisten in Israel gehören zum konservativ-evangelikalen Flügel der baptistischen Bewegung. Eschatologische Themen bestimmen sehr stark die Verkündigung und Lehre. Die Jerusalemer Gemeinde ist charismatisch geprägt.

## Organisation und Statistik
Die Association of Baptist Churches in Israel versteht sich als ein nationales Bündnis weitgehend autonomer Gemeinden. Sie übernimmt Aufgaben, die das Vermögen der örtlichen Gemeinden übersteigt. Vor allem weiß sie sich verantwortlich für die Gründung neuer Gemeinden, die Weiterbildung ehrenamtlicher und hauptamtlicher Mitarbeiter sowie für die Trägerschaft diakonischer Projekte. Die Association betreibt eine zwölfklassige Schule in Nazareth.
Die ABCI ist Mitglied der Europäisch-Baptistischen Föderation und des Baptistischen Weltbundes.
2004 gehörten zur ABCI 19 autonome Gemeinden mit circa 2000 Mitgliedern (ohne Kinder und Freunde). Die Gemeinden sind ethnisch und sprachlich unterschiedlich zusammengesetzt. In 13 Gemeinden herrscht die arabische Sprache vor, in zwei Gemeinden die hebräische. Außerdem gehören zwei Spanisch sprechende Gemeinden und eine philippinische Gemeinde zum israelischen Baptistenbund.
Die Mehrheit der Baptisten in Israel wohnt in Galiläa.